# Língua makassaresa
Makassarês (também escrita como  Makasar, Makassar,  Macassar)  é uma língua falada pelo povo Makassar das Celebes do Sul, Indonésia. É uma das línguas austronésias, mais especificamente do sub-grupo das Sul-Sulawesi, relacionada, portanto, com a língua buginesa.

## Escrita
Hoje, o Makassarês é muitoi escrito com o alfabeto latino, mas há ainda muitos que escrevem o idioma com sua própria escrita, a Lontara, que já foi muito usada para importantes documentos em Buginês e em Mandar, duas línguas relacionadas das (Celebes).]].  Os símbolos Makassar usando principalmente linhas oblíquas e pontos. Mesmo sendo uma característica bem distinta, essa escrita é derivada da antiga Escrita brami da Índia. Assim como outros descendentes do brami, cada consoante tem sua vogal inerente (sempre "a" - trata-se de um Abugida), não havendo nesse caso marcação. Outras vogais são indicadas por meio de diacríticos que podem ficar acima, abaixo, à direita ou à esquerda da consoante.

## Amostras
| Lontara   | Latinizado   | Indonésio         | Português            |
| --------- | ------------ | ----------------- | -------------------- |
| ᨅᨒ        | balla'       | rumah             | casa                 |
| ᨅᨚᨒᨚ        | bulu         | bulu              | cabelo, peles        |
| ᨅᨅ        | bambang      | panas             | quente/morno         |
| ᨌᨗᨄᨘᨑᨘ       | cipuru'      | lapar             | faminto              |
| ᨉᨚ ᨙᨕ       | doe'         | uang              | dinheiro             |
| ᨕᨗᨐᨚ        | iyo'         | iya               | sim                  |
| ᨒᨚᨄᨚ        | lompo        | besar             | grande               |
| ᨔᨒᨚ        | sallo        | lama / lambat     | lento                |
| ᨈ ᨙᨙᨅ       | tabe'        | permisi           | desculpe-me          |
| ᨙᨈᨊ        | tena         | tidak             | não                  |
| ᨀᨑ ᨙᨕ      | karaeng      | rajah             | rei                  |
| ᨕᨄ ᨀ ᨙᨑᨅ?  | apa kare'ba? | apa kabar         | como vai você?       |
| ᨒ ᨙᨀᨀᨚ ᨆ ᨙᨕ? | lakeko mae?  | kamu mau ke mana? | onde você está indo? |
| ᨅᨒ        | ballang      | belang            | ficar bronzeado      |
| ᨅᨚᨈᨚ        | botto'       | bau               | cheiroso             |
| ᨑᨈᨔ       | rantasa'     | jorok             | desagradável         |
| ᨅᨈᨒ       | battala'     | gemuk             | gorducho             |
| ᨅᨗᨒ        | bella'       | jauh              | muito longe          |
| ᨙᨁ ᨙᨒ ᨙᨁ ᨙᨒ   | gele-gele    | geli              | cócegas              |
| ᨀᨚᨀᨚ        | kong-kong    | anjing            | cão                  |
| ᨍᨑ        | jarang       | kuda              | cavalo               |
| ᨙᨅ ᨙᨅ       | bembe'       | kambing           | cabra                |
| ᨆᨚ ᨙᨈ ᨙᨑ     | motere'      | pulang ke rumah   | voltar para casa     |
| ᨂ ᨙᨑ       | nganre'      | makan             | comer                |